# Антоніо Рікардос
Антоніо Рікардос Каррільо де Альборнос (ісп. Antonio Ricardos y Carrillo de Albornoz; 1727, Барбастро — 13 березня 1794, Мадрид) — іспанський воєначальник, головнокомандувач іспанської армії під час Піренейської кампанії Війни першої коаліції. Ще підлітком Рікардос став офіцером іспанської армії і брав участь у кількох війнах. Людина епохи Просвітництва, вона багато зробила для вдосконалення армії. Вторгнувшись в 1793 році в Руссільйон, він здобув цілу низку перемог над французькими генералами, але після його смерті на початку 1794 року, шальки терезів схилилися у бік Франції, яка виграла в Іспанії цю війну.

## Початок кар'єри
Антоніо Рікардос народився 1727 року в місті Барбастро, в Арагоні, в тому ж будинку, що і драматург і поет Луперсіо Леонардо де Архенсола. Ще будучи підлітком, він приєднався до Мальтійського кавалерійського полку, в якому служив його батько. Будучи дворянином за народженням, він служив капітаном, а у 16 років навіть певний час командував полком замість свого батька. Під час Війни за австрійську спадщину він брав участь у битві при П'яченці 16 червня 1746, і в бою на річці Тедоне 10 серпня того ж року.

## Освічений реформатор
Майже через двадцять років Рікардос брав участь в іспансько-португальському конфлікті, відомому як Фантастична війна (1761—1763), що була частиною Семирічної війни. Після цього він почав серйозно вивчати військову організацію королівства Пруссія, яка на той момент вважалася передовою. Король Іспанії Карл III відправив його до Нової Іспанії з місією щодо реорганізації місцевих військ. У 1768 Рікардос був призначений членом комісії з демаркації кордону між Іспанією та Францією. Рікардос був людиною епохи Просвітництва, він сприймав та підтримував нові тенденції свого часу. Генерал був одним із засновників Королівського економічного товариства в Мадриді. Отримавши звання генерал-лейтенанта і посаду інспектора кавалерії, він заснував Військове училище в Оканьї, де викладав сучасні методи війни.
Будучи освіченим реформатором, Рікардос був противником консерваторів, особливо іспанської інквізиції, яка проіснувала до 1834 року. З великими труднощами Рікардосу вдалося уникнути проблем з боку інквізиції, проте противники все-таки змусили його покинути Оканью, і обійняти менш значущу посаду в Гіпускоа на півночі країни.

## Війна з Францією
Коли французький король Людовік XVI і королева Марія Антуанетта були страчені революціонерами, Іспанія вирішила вступити в антифранцузьку коаліцію, яка пізніше отримала назву Першої (всього, аж до 1814 року, їх буде шість). Король Іспанії Карл IV підвищив Рікардоса до звання генерал-капітана і відправив його командувати армією в Каталонії.
17 квітня 1793 Рікардос вторгся у Францію з 4500 солдатами, захопивши Сен-Лоран-де-Сердан. Трьома днями потому він розгромив 1800-й загін французів у Сере, ізолювавши таким чином важливий форт Бельгард на перевалі Ле-Пертюс. Рікардос із військами рушив далі, і 19 травня того ж року розгромив французьку армію Східних Піренеїв генерала Луї-Шарля де Флера в битві при Ма Дью, після чого повернувся, щоб взяти в облогу форт Бельгард. Облога Бельгарда закінчилася 24 червня капітуляцією французького гарнізону. Рікардос знову зіткнувся з де Флером у битві при Перпіньяні (17 липня). Цього разу Рікардос зазнав поразки, але й французи втратили вбитими та пораненими близько 800 людей.
28 серпня французький генерал Люк Сімеон Огюст Дагобер розгромив військо під командуванням іспанського генерала Мануеля Лапенью при Пучсарді в Центральних Піренеях. Рікардос тим часом продовжив наступальні дії, і на початку вересня спробував ізолювати й захопити Перпіньян, розгорнувши дві дивізії на захід від міста та піддавши його артилерійському обстрілу.
Однак підлеглим Рікардоса, що діяли відокремлено від основних сил очолюваних ним, бракувало його тактичної майстерності. 17 вересня французи під проводом генерала Юсташа Шарля д'Аоста розбили двох іспанських генералів у битві при Пейреторті. Ця невдача дорого обійшлася іспанцям, наступ яких захлинувся. Однак Рікардос швидко зібрав головні сили армії і на чолі їх висунувся на зустріч французам. Він швидко завдав поразки генералу Дагоберу у битві під Труясом 22 вересня. У цій, відгосго масштабній битві, іспанці втратили близько 2 000 чоловік за чисельності армії в 17 000 бійців, тоді як втрати французів склали 4 500 з 22 000 чоловік. Після цієї перемоги Рікардос відступив, щоб захистити долину річки Тек. Він відбив наступ генерала д'Аоста в бою при Ле-Булу 3 жовтня, де французи втратили 1 200 людей, що вчетверо більше, ніж іспанці. Потім Рікардос здобув чергову перемогу над генералом Луї Марі Тюрро у битві на річці Тек в середині жовтня 1793 року.
Очолюючи змішану армію з 3000 іспанців та 5000 португальців, Рікардос знову переміг д'Аоста 7 грудня у Вільлонг-дель-Мон у передгір'ях Піренеїв. То була його остання перемога. Через два тижні його підлеглий Грегоріо Гарсія де ла Куеста розгромив французьких захисників Колліура, захопивши цей порт. Рікардос повернувся до Мадриду, щоб просити підкріплень для розвитку досягнутого успіху, але помер там від пневмонії 13 березня 1794 року. Його наступник, Алехандро О'Рейлі, також помер через декілька днів, і новим командиром іспанської армії став Луїс Фірмін де Карвахаль де ла Уніон. Де ла Уніон виявився не в змозі завадити французам повернути форт Бельгард і Колліур, загинувши в листопаді 1794 року у битві під Сьєрра-Негра, що вже відбулася на іспанській території в Каталонії. На початку наступного року перемою французів закінчилася облога міста Розас.
Навесні 1795 року війна була закінчена Базельським миром. У липні того ж року вдова Рікардоса отримала від іспанського короля титул графині Труйаса на честь перемог свого покійного чоловіка. Портрет Рікардос пензля Франсіско Гойї зберігається в музеї Прадо.